# Арутюнян, Мигран Эдикович
Мигран Эдикович Арутюнян (арм. Միհրան Էդիկի Հարությունյան; род. 25 марта 1989, Эчмиадзин, Армянская ССР) — российский и армянский борец греко-римского стиля в весовой категории до 66 кг, боец смешанных боевых искусств, серебряный призёр летних Олимпийских игр 2016 года, чемпион России 2012 года, чемпион Армении 2013 года, вице-чемпион Европейских игр 2015 года, Мастер спорта России международного класса (2011).

## Биография
Мигран Арутюнян родился 25 марта 1989 года в Вагаршапате . В возрасте 4 лет переехал в Москву, где начал заниматься греко-римской борьбой под руководством заслуженного тренера СССР Арама Саркисяна. В 2006 году был призёром чемпионата Европы среди юношей. В 2008 и 2009 годах выигрывал медали чемпионатов мира среди юниоров.
В 2011 году стал серебряным призёром чемпионата России и победителем международных турниров в Испании и Швеции. В 2012 году получил звание чемпиона России. По неопределённым причинам Миграну Арутюняну не было предоставлена возможность выступить на 4 соревнований, где разыгрывались лицензии на Олимпийские игры в Лондоне.
После этого Мигран продолжил свою карьеру под флагом Армении. В 2013 году стал чемпионом Армении, но до середины 2014 года не участвовал в наиболее значимых международных соревнованиях ввиду двухлетнего «карантина», связанного со сменой спортивного гражданства. Осенью 2014 года принял участие в чемпионате мира в Ташкенте, где выиграл две схватки у борцов из Швеции и Турции, но в четвертьфинале проиграл венгру Тамашу Лёринцу и не вошёл в число призёров.
После неудачного выступления на чемпионате мира, выступил на международном турнире в Барнауле где занял первое место. На 22 Всероссийском турнире по греко-римской борьбе им. Сергея Тараскина в Москве также занял первое место, но получил травму колена, из-за которой не смог участвовать на чемпионате Армении. Перед началом турнира из-за резкого ухудшения организма его увезла скорая и ему пришлось сняться со соревнований.
Ситуация в сборной ухудшалась, так как главный тренер не видел Миграна главным участником сборной в весовой категории до 66 кг и поездка на Европейские игры в Баку, была бы отличной причиной пересмотреть это решение. В составе 4 спортсменов и тренерского штаба сборная Армения по греко-римской борьбе выступила на 1-х Европейских играх в Баку. Мигран Арутюнян занял второе место, проиграв в финале русскому борцу, но все равно данный результат был признан отличным для армянской делегации. К тому же эта серебряная медаль стала единственной медалью в составе сборной Армении, принимавшей участие на Европейских играх. В Армении делегацию греко-римской борьбы приняли, как героев.
На олимпийских играх Мигран Арутюнян не входил в число фаворитов. Однако, последовательно обыграв египтянина Ахмеда Кахка (9:0) и двух чемпионов мира: корейца Рю Хан Су (2:1) и азербайджанца Расула Чунаева (3:1), вышел в финал, где его ожидал ещё один чемпион мира Давор Штефанек. В начале финальной схватки Арутюнян заставил выйти за ковер серба и заработал один балл. При счете 1:0 в пользу Миграна арбитры во второй раз посадили армянского борца в партер и присудили очко сербу, который стал чемпионом, поскольку последним набрал очко. В итоге Мигран Арутюнян проиграл Давору Штефанеку со счетом 1:1 по последнему действию.
Новоиспеченный вице-чемпион Олимпийских игр Мигран Арутюнян не сумел сдержать слез в ходе церемонии награждения борцов греко-римского стиля (весовая категория 66 кг) в рамках Олимпиады в Рио. Болельщики в зале удостоили аплодисментов армянского борца и освистали победившего серба Давора Штефанека. Арутюнян призвал болельщиков не освистывать сербского спортсмена.
В интервью после соревнований Мигран заявил: «Не хочу выглядеть скромным, все это — грязь. Не хочу оставаться здесь, во всем этом. Хочу оставить и уйти, спорт уже не интересен мне. Я вел со счетом 1:0, работал активно, первым номером, всю схватку, а меня постоянно ставили в партер, дали какое-то замечание. Я не знаю… Больше ничего не хочу комментировать, извините».
На сайте была открыта Change.org была открыта петиция для подписки в поддержку армянского борца. В первый же день петицию подписали более 9 тыс. человек.
В свою очередь ставший чемпионом 31-х летних Олимпийских игр армянский борец греко-римского стиля Артур Алексанян на своей странице в соцсети Facebook, обратившись к Миграну Арутюняну, написал: 
«Настоящий чемпион — ты».

### Карьера в ММА
В 2018 году Арутюнян начал карьеру в смешанных единоборствах. На декабрь восемнадцатого года в его активе три боя - в двух из которых он одержал победу. В мае в Ростове на турнире Fight Nights Global он одолел Али Юсефи, а в декабре на турнире "Битва на Волге" Евгения Перепечена. В подготовке ударной техники к боям ему помогает легендарный тренер Светлана Андреева. В бойцовской клетке выступает под псевдонимом "Маэстро".
Осенью 2020 года принимал участие во Второй карабахской войне против Вооружённых сил Азербайджана.

## Рекорд по смешанным единоборствам
| Боёв 4           | Побед 3 | Поражений 1 |
| ---------------- | ------- | ----------- |
| Нокаутом         | 1       | 1           |
| Сдачей           | 2       | 0           |
| Решением         | 0       | 0           |
| Дисквалификацией | 0       | 0           |
| Другие           | 0       | 0           |

| Результат | Рекорд | Соперник           | Способ                            | Турнир                                          | Дата            | Раунд | Время | Место                  | Примечание               |
| --------- | ------ | ------------------ | --------------------------------- | ----------------------------------------------- | --------------- | ----- | ----- | ---------------------- | ------------------------ |
| Поражение | 3-1    | Жасулан Акимжанов  | Нокаут (удар ногой с разворота)   | GFC 19 - Gorilla Fighting 19: Krepost Selection | 20 октября 2019 | 3     | 4:48  | Москва, Россия         |                          |
| Победа    | 3-0    | Муратхан Сайтханов | Удушающий приём (гильотина)       | Fight Nights - Krepost Fight Club: Selection 5  | 7 сентября 2019 | 1     | 1:17  | Москва, Россия         |                          |
| Победа    | 2-0    | Евгений Перепечин  | Технический нокаут (удары руками) | Битва на Волге 8 - Абасов vs. Проценко          | 14 декабря 2018 | 1     | 4:50  | Самара, Россия         |                          |
| Победа    | 1-0    | Али Юсефи          | Сдача (болевой приём на плечо)    | FIGHT NIGHTS GLOBAL 87                          | 19 мая 2018     | 2     | 0:47  | Ростов-на-Дону, Россия | Дебют в полулёгком весе. |

## Награды и медали
- Орден «За заслуги перед Отечеством» 1-й степени (7 сентября 2016) — за блестящее выступление на 31-х летних Олимпийских играх, состоявшихся в Рио-де-Жанейро в 2016 году, и за достойное представление Армении перед миром[15].
- Медаль «За заслуги перед Отечеством» 2-й степени (5 июля 2015) — по случаю Дня Независимости Республики Армения, за вклад в развитие физической культуры и спорта[16].
- Почётный гражданин Еревана (2016).

## Семья
30 августа 2017 года женился на абхазской певице Мактине Бебия.
На момент 2024 года в разводе с женой Мактиной